# Topolovec
 Ovo je glavno značenje pojma Topolovec. Za druga značenja pogledajte Topolovec Pisarovinski.
Topolovec je selo sjeverozapadno od Vrbovca. 

## Povijest
Zapisano prvi puta u kanonskoj vizitaciji 1771. godine u Topolovcu žive do 1848. slobodnjaci, vojni obveznici. Vlastelini 1802. godine su Patačići i Galjufi. Između Topolovca i Vrbovca se nalaze privatne vikendice i vinograde, tzv. "Gorice", gdje se proizvodi vino za vlastite potrebe.

## Stanovništvo
| broj stanovnika | 49    | 66    | 61    | 74    | 87    | 115   | 112   | 127   | 117   | 128   | 129   | 122   | 122   | 112   | 103   | 133   | 131   |
|                 | 1857. | 1869. | 1880. | 1890. | 1900. | 1910. | 1921. | 1931. | 1948. | 1953. | 1961. | 1971. | 1981. | 1991. | 2001. | 2011. | 2021. |